# Amphoe Tan Sum
Amphoe Tan Sum (thailändisch อำเภอ ตาลสุม) ist ein Landkreis (Amphoe – Verwaltungs-Distrikt) der Provinz Ubon Ratchathani. Die Provinz Ubon Ratchathani liegt in der Nordostregion von Thailand, dem so genannten Isan. 

## Geographie
Benachbarte Landkreise (von Osten im Uhrzeigersinn): die Amphoe Si Mueang Mai,  Phibun Mangsahan, Sawang Wirawong, Don Mot Daeng und Trakan Phuet Phon der Provinz Ubon Ratchathani.
Wichtige Wasser-Ressourcen des Landkreises sind die Flüsse Mae Nam Mun (Mun-Fluss) und der Lam Se Bok (ลำเซบก).

## Etymologie
Die Gegend des heutigen Tan Sum wurde früher Tan Chum (ตาลชุม) genannt, was etwa „Fruchtbares Land mit vielen Palmyrapalmen“ (Borassus flabellifer) bedeutet. Später wurde der Name in Tan Sum abgeändert.

## Geschichte
Der Landkreis Tan Sum wurde am 18. September 1978 zunächst als „Zweigkreis“ (King Amphoe) eingerichtet, indem die drei Tambon Tan Sum, Samrong und Chik Thoeng vom Amphoe Phibun Mangsahan abgetrennt wurden.
Am 1. Januar 1988 bekam Tan Sum den vollen Amphoe-Status.

## Verwaltungseinheiten

### Provinzverwaltung
Der Landkreis Tan Sum ist in sechs Tambon („Unterbezirke“ oder „Gemeinden“) eingeteilt, die sich weiter in 59 Muban („Dörfer“) unterteilen.
| Nr. | Name        | Thai   | Muban | Einw. |
| --- | ----------- | ------ | ----- | ----- |
| 1.  | Tan Sum     | ตาลสุม  | 15    | 8.783 |
| 2.  | Samrong     | สำโรง  | 08    | 4.030 |
| 3.  | Chik Thoeng | จิกเทิง  | 09    | 5.350 |
| 4.  | Nong Kung   | หนองกุง | 08    | 4.129 |
| 5.  | Na Khai     | นาคาย  | 13    | 6.300 |
| 6.  | Kham Wa     | คำหว้า  | 06    | 3.811 |

### Lokalverwaltung
Es gibt eine Kommune mit „Kleinstadt“-Status (Thesaban Tambon) im Landkreis:
- Tan Sum (Thai: เทศบาลตำบลตาลสุม)

Außerdem gibt es sechs „Tambon-Verwaltungsorganisationen“ (องค์การบริหารส่วนตำบล – Tambon Administrative Organizations, TAO):
- Tan Sum (Thai: องค์การบริหารส่วนตำบลตาลสุม)
- Samrong (Thai: องค์การบริหารส่วนตำบลสำโรง)
- Chik Thoeng (Thai: องค์การบริหารส่วนตำบลจิกเทิง)
- Nong Kung (Thai: องค์การบริหารส่วนตำบลหนองกุง)
- Na Khai (Thai: องค์การบริหารส่วนตำบลนาคาย)
- Kham Wa (Thai: องค์การบริหารส่วนตำบลคำหว้า)